# Kurt Bors
Kurt Bors (* 23. Jänner 1922 in Wien-Ottakring; † 26. Oktober 2019 in Wien) war ein österreichischer AHS-Lehrer und Archäologe. Er wurde vor allem durch seine zahlreichen wiederentdeckten verschwundenen Siedlungen des mittelalterlichen Siedlungsnetzes von Niederösterreich bekannt.

## Leben
Kurt Bors wurde am 23. Jänner 1922 in Wien-Ottakring geboren. Er wuchs in dem Stadtteil Neulerchenfeld in einer damals üblichen „Zimmer-Küche-Kabinett-Wohnung“ auf. Er maturierte während des Zweiten Weltkriegs am Gymnasium Albertgasse und wurde zum Reichsarbeitsdienst eingezogen. Nach Kriegsende heiratete er seine Frau Christl, 1946 kam Sohn Wolfram und 1949 Sohn Norbert zur Welt. Ebenfalls 1949 schloss er sein Lehramtsstudium für Geographie und Leibesübungen ab. Bis zu seiner Pensionierung 1981 unterrichtete er am Bundesrealgymnasium Diefenbachgasse im 15. Wiener Gemeindebezirk.

## Schaffen
Neben seiner Tätigkeit als Lehrer engagierte er sich in mehreren ehrenamtlichen Tätigkeiten in Sportbereich und Alpenverein. Er leitete Kletter- und Schifahr-Kurse in der Universitäts-Turnanstalt und war auch Ausbildungsleiter für Alpinkurse im Institut für Leibeserziehung in der Sensengasse. Kurt Bors war Gründer der Akademiker-Gruppe des Österreichischen Gebirgsvereins und Vorsitzender des Vereins. Unter seiner Führung fusionierte der Gebirgsverein 1955 mit dem Österreichischen Alpenverein.
Nach seiner Pensionierung fand Kurt Bors anlässlich eines Besuchs der Grabung Hard bei Thaya, die damals von Fritz Felgenhauer geleitet wurde, in der Erforschung von abgekommenen Dörfern, sogenannten Wüstungen, ein neues erfüllendes Aufgabengebiet. Grundlage für seine Forschungen waren das Wüstungsverzeichnis im Historischen Ortsnamenbuch von Niederösterreich und Karten im Maßstab von 1:50.000. Nach Jahren der Mitarbeit wurde ihm 1986 das Wüstungsarchiv zur Betreuung anvertraut.
Mit seinem aus der Geographie herrührenden topographischen Wissen und einer guten Portion Spürsinn überraschte Kurt Bors die Fachwelt. Er ortete in nur 20 Jahren über 400 bislang als „verschwunden“ gegoltene Siedlungen und veröffentlichte an die 50 wissenschaftliche Fundberichte in Fachzeitschriften. Er war Gründungsmitglied der Österreichischen Gesellschaft für Mittelalterarchäologie und Fachreferent für die Wüstungsabteilung des Mittelalterarchives. Für das erfolgreiche Schaffen im Rahmen der Archäologie erhielt Kurt Bors 2002 das Goldene Ehrenzeichen für Verdienste um das Bundesland Niederösterreich.

## Erforschte Wüstungen
Bezirk Amstetten

Aschbach SW, Oedfeld, Rager, Steingraben, Zulehen,
Bezirk Baden

de Arnsteine, Chaltingange, Crhaweswisen, Frankenhof, Grundfeld, Hadunartesdorf, Hanifland, Haselpach, Huruenowe, Hurenawe, Muchersdorf, Neuriß-Nord, Puech, Siednaspach, Teesdorf West, Thennhof, Triestingau, Zinsäcker
Bezirk Bruck an der Leitha

Gaizperch, Gaizperch-Ansitz, Gaizperch-Gründungss, Gaizperch-Oberdorf, Gaizperch-Unterdorf, Goldberg Ost, Goldberg(hof), Heidentorhof, Potenburg/Dorflein, Prellental, Quellenhof, Rupertzdorf, Terrassensiedlung, Tristramperg, Urbarchirichen, Zaglawe
Bezirk Gänserndorf

Gerlohes Meirhof, Neiern, Pischolfstorf
Bezirk Gmünd

Judengraben, Perngers
Bezirk Hollabrunn

Aygen, Baumgartschlössl, Berg, Bockstall, Borenland, Bruck, Chetsi, Chugelveld, Dornfeld, Enzersdorf West, Etlersee, Faumen, Feldmühl, Flazlansdorf, Gegenfeld, Grund, Guglfeld, Hallas, Hansles, Hauswald, Heufeld, Innerfeld, Kaisergraben, Kaltenbrunn, Kirchbühel, Kleinfeld, Krackesfeld, Krumbleins, Langintal de, Langwies, Loidenbrunn, Odenprunnen, Partz Dorf zu, Pruntal, Puch - Hof, Raffoldsdorf, Raschala Ost, Reisberg, Ruchendorf, Scharwarn, Scheibenbreiten, Schimlern, See, Steinfeld, Ternberc, Ternberg Meierhof, Tiefenfeld, Trennau, Wezelstal, Wielesdorf, Wiesenstaudach, Zeiling
Bezirk Horn

Chalsenreuth, Chlepach, Eisenreichshof, Engelmannschlag, Friessenreut, Grob, Halterhaus, Hayden, Kohlstadl, Pernegg-Alt, Plesperch, Prosmareuth Dorf, Prosmareuth Hof, Purchdorf, Taffa, Tavenhof, Teichfeld, Uersenreid, Wedling
Bezirk Korneuburg 

Ebenberg Dorf und Gut, Fruelinger, Haid, Haras-Klein, Hausleiten West, Hecilsperge, Newsidl, Niederbrunn, Oberzaina, Otcinesseue-Ützensee, Salzerlackenhof, Schmidabach, Wielandsdorf, Zaina-Alt
Bezirk Krems

Branneberch, Chornberch Meierhof, Engelmannschlag, Ginzenbach, Grabel, Grintdorf, Großreinprechts Süd, Hieshof, Hofwiesen, Hortwines, Kirchsteig, Lehmfeld, Lösching, Manhartsberg?, Marquartsurfar, Meislingfeld, Neudegg Hof zu, Rudweins, Ruekkers, Scheutz-Hausberg, Senghof, Steirerhof, Taubitzfeldhof, Tellarn, Zeilet
Bezirk Melk

Doppel, Hartgrub, Hochstraß, Kalkberg, Neugebäude, Perchtolsdorf, Prechleinsperg, Reintal, Seegraben, Streithof, Tobelbach, Vornberg, Vrontal (Fronbarn), Widem
Bezirk Mistelbach

Goisdorf, Herbortsgrub, Neusiedl, Sirneisdorf/Schafh
Bezirk Neunkirchen

Rehwange
Bezirk St. Pölten

Crufilingin, Egelsee, Egelsee, Eigin, Gstockert-alt, Hachenfeld, Hautzemperch, Heuzing, Hochstetten, Krautgarten, Laa Nord, Leytten Veste-Hof, Magerpach, Mitterfeld, Oed-Alt, Plochsdorf, Quellensiedlung, Raegenfester, Schrabatz Nord, Vinchenperge, Wislarin, Ziegelfeld
Bezirk Tulln

Aldersdorfer Hof, Anzgraben, Atzlsdorf, Atzlsdorf/Schloss, Aufeld, Bischolfsdorf, Bobendorf, Chiricheim, Chiricheim, Czaegeinswinchel, Eichenhain, Eisenpeutelhof, Exelhof, Grillenpartz, Grillparz, Grillparz, Haaberg, Haimpuch, Henczing, Heugen, Hirschberg-Kirche, Hof Seebarn, Hofgraben, Hofthal, Hohleichenhof, Laurentio St., Lichtenwinkhel, Michael-Dorf, Michael-Hof, Oberstorff, Ortsgraben, Perig, Pleccingin, Praitenrar, Rosenthal, Scheiblingsteinwiese, Steinfeld, Straf, Tetterfeld, Trebinse-Trübensee, Trebinse-Hof, Uuinzurlin, Windischalm, Wördernmühle
Bezirk Waidhofen an der Thaya

Albrechts, Albrechts Hof, Amichsen, Bergfeld, Bergfeld, Brunnensiedlung, Brunnfeld, Buchgraben, Chaltenpach, Chawdenpach, Chevdlaren Interior, Chevdlaren Villa, Chrottenhofstat, Chunrates, Clupans, Clupans-Meierhof, Dankharts, Danzig, Deinzenhof, Diemling (Tubeniche), Drabings, Edelbach, Egers (Netraz), Etzles- braiten, Fertelbruck, Fertelfeld, Fistritzbach, Fistritzer Hofstatt, Frubretz, Gaber Dorf, Gaber II, Galgenfeld, Gerharsdorf, Glognicz, Goldhahn, Görgings, Graben, Grabenlüß, Grassaw minor, Grassaw-Burg, Grassawe-Meierhof, Grates, Grevenslag, Gruebel, Gruenn, Hadmars, Hadmarstorff, Haklern, Haniftall, Heinrichslag, Hard, Heitzenhof, Helmitzbrunn, 1, 2, Hertweigsdorf, Hidelhoff, Hidlhoff, Hintermaisfeld, Hocheck, Hocheck, Höffeln, Hofstätten, Hofstätten-Brüllmühle, Hofstetten, Hofwies, Hohenwarther Hofst, Hölbertsgraben, Hörbartenschlag, Irhawbe, Jässwein, Krechleinsdorf, Klein Raabs, Koggendorf, Königsgraben, Kronfeld, Krössenhof, Landgraben A, Landgraben B, Lantschenhöfe Hof, Lantschenhöfe, Laurency curia, Lehen, Liebnitz West, Loibers, Luden West, Ludweisgraben, Maierhof, Maussen, Mospach, Mottergraben, Muenyngs minus, Mühlgraben, Netichn, Netraz, Oberfeld, Peringers, Pirach, Plad, Podlaren, Pommersdorf Ost, Pruk, Puchenstain, Pülliß, Rafölz, Ratmanns, Redeleins, Reikhenreuth, Reinolz, Reinpreczt, Reitfeld, Reybeins, Ruegers, Sawrlings, Scheibenfeld, Schladein, Schmiedstatt, Schrattental, Seyfridts, Sitmars, Slag, Slag, Stech, Sterzenbach, Stoyssen Nord, Stoyssen Süd, Tanhausen curia, Teichwiesen, Thaurolts, Thayafeld, Thuma West, Trebtz, Tures Alt, Tures minor, Ulreichs, Widersperkh, Wildhof, Wilhalmestorf, Wilhalmstorff, Zaindlhof, Zemhoffen, Zollern, Zunkendorf, Zunkenhöfe
Bezirk Wiener Neustadt

Klingfurth
Bezirk Zwettl
 
Ellends-Oeden, Etlasgraben, Hasenpoertz, Moderberg, Oetzeinsreut, Persenslager, Poendorf, Praetenmos, Rotnhof
Wien

Blamer, Nerker, St. Nichlas, Nikolaiwiese, Schwarzenbergpark, Wiesinger

## Werke
- Beiträge zur Mittelalterarchäologie in Österreich: Archäologisch-geographische Geländeforschung nach mittelalterlichen Ortswüstungen in der Marktgemeinde Sieghartskirchen, VB Tulln, NÖ. Beiheft 1/86 Böhlau Verlag, 1986, ISBN 978-3-205-020288.